# 布澤斯庫鄉

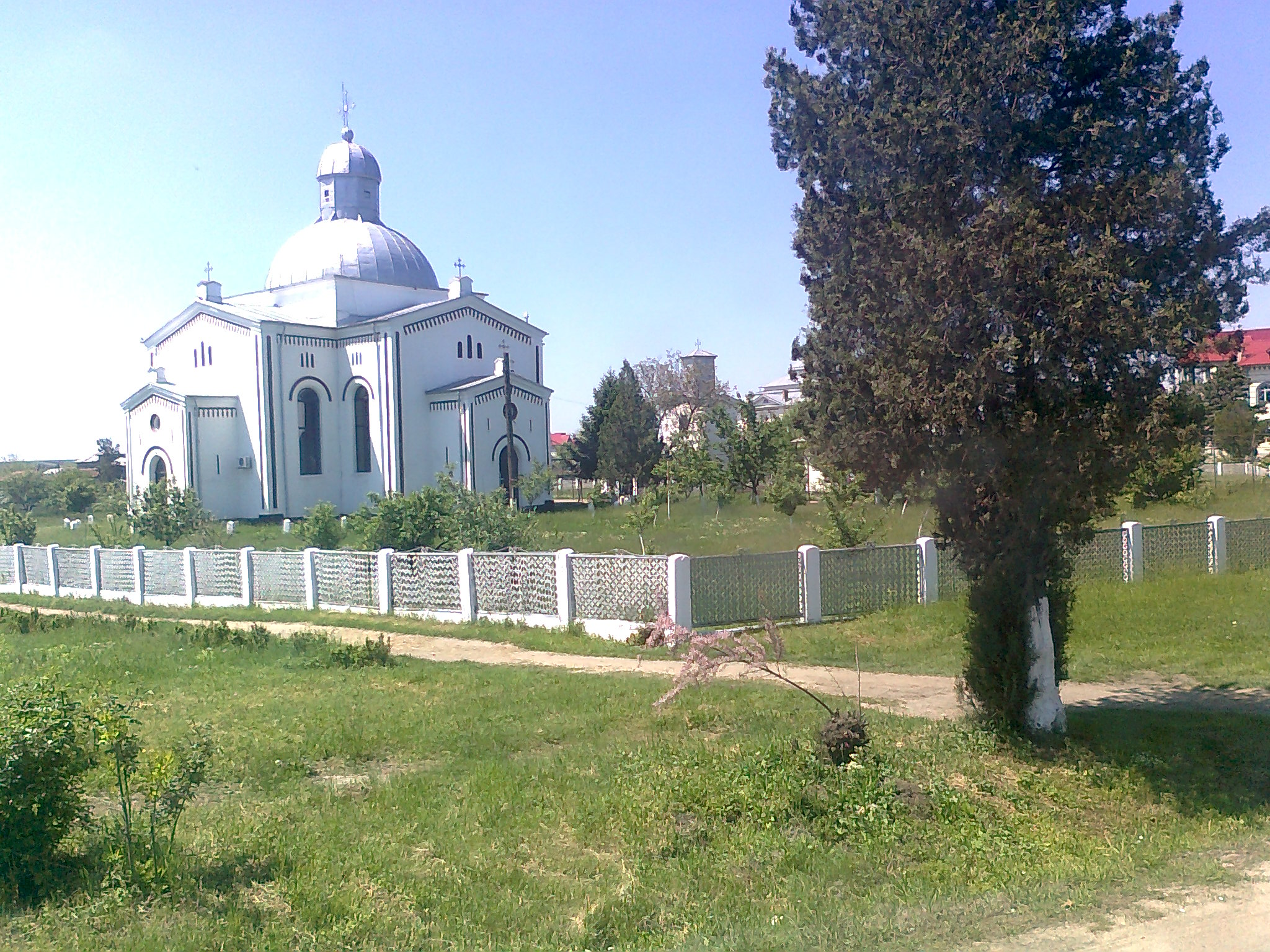

44°01′N 25°14′E / 44.017°N 25.233°E
布澤斯庫鄉（羅馬尼亞語：Comuna Buzescu, Teleorman），是羅馬尼亞的鄉份，位於該國南部，由特列奧爾曼縣負責管轄，面積32平方公里，海拔高度56米，2007年人口4,488，人口密度每平方公里138人。